# Abbottina
Abbottina es un género de Actinopterygii, de la familia Cyprinidae.

## Especies
- Abbottina binhi - Nguyen, 2001
- Abbottina lalinensis - Huang & Li, 1995
- Abbottina liaoningensis - Qin, 1987
- Abbottina obtusirostris - (Wu & Wang, 1931)
- Abbottina rivularis (Gobio falso de China) - (Basilewsky, 1855)
- Abbottina springeri - Banarescu & Nalbant, 1973